# Airspeed Envoy
Airspeed AS.6 Envoy là một loại máy bay vận tải hai động cơ hạng nhẹ của Anh, do hãng Airspeed Ltd. thiết kế chế tạo vào thập niên 1930.

## Biến thể

### Airspeed Ltd, Portsmouth
AS.6 Envoy I
AS.6A Envoy I
AS.6D Envoy II
AS.6E Envoy III
AS.6G
AS.6H Envoy
AS.6J Envoy III
AS.6JC Envoy
AS.6JM Envoy
AS.6K Envoy III
AS.8 Viceroy
Airspeed LXM
Mitsubishi Hinazuru-type Passenger Transport

## Quốc gia sử dụng
Úc
- Ansett Airlines

 NDH
- Không quân Nhà nước Độc lập Croatia

 Tiệp Khắc
- ČSA

 Phần Lan
- Không quân Phần Lan

 Đức
- Luftwaffe[1]

 Nhật Bản
- Japan Air Transport

 Manchukuo
- Manchukuo National Airways

 Nam Phi
- South African Airways
- Không quân Nam Phi

 Tây Ban Nha
- Không quân Cộng hòa Tây Ban Nha từ LAPE

 Tây Ban Nha
- Không quân Tây Ban Nha

 Anh Quốc
- North Eastern Airways
- Olley Air Service
- Private Charter Ltd
- Không quân Hoàng gia

## Tính năng kỹ chiến thuật (AS.6J Series III)
Dữ liệu lấy từ Airspeed Aircraft since 1931
Đặc tính tổng quát
- Kíp lái: 1 phi công
- Sức chứa: 6 hành khách
- Chiều dài: 34 ft 6 in (10,52 m)
- Sải cánh: 52 ft 4 in (15,95 m)
- Chiều cao: 9 ft 6 in (2,90 m)
- Diện tích cánh: 339 foot vuông (31,5 m2)
- Trọng lượng rỗng: 4.057 lb (1.840 kg)
- Trọng lượng có tải: 6.300 lb (2.858 kg)
- Động cơ: 2 × Armstrong-Siddeley Cheetah IX , 345 hp (257 kW)  mỗi chiếc

Hiệu suất bay
- Vận tốc cực đại: 210 mph (338 km/h; 182 kn) trên độ cao 7.300 ft (2.230 m)
- Vận tốc hành trình: 192 mph (167 kn; 309 km/h)
- Tầm bay: 650 mi (565 nmi; 1.046 km)
- Trần bay: 22.500 ft (6.858 m) service
- Tải trên cánh: 18,6 lb/foot vuông (91 kg/m2)
- Công suất/khối lượng: 0,11 hp/lb (0,18 kW/kg)